# منتدى ساوثيند أون سي
منتدى ساوثيند أون سي (بالإنجليزية: The Forum Southend-on-Sea)‏؛ المعروف محليًا ببساطة باسم ذا فورم، هو مكتبة تقع في ساوثيند أون سي في إسكس، إنجلترا. افتُتح في سبتمبر 2013، بعد الانتقال من المبنى السابق لمكتبة ساوثيند المركزية. كما أن عضوية المكتبة مجانية.

## التطوير
تم تمويل بناء المبنى من قبل مجلس ساوثيند أون سي بورو، بالتعاون مع جامعة إسكس وكلية ساوث إسيكس، حيث قدم كل منها على التوالي: 12.5 مليون جنيه إسترليني و10.4 مليون جنيه إسترليني و4 ملايين جنيه إسترليني.

## روابط خارجية
- الموقع الرسمي